# Route nationale 4 (Grèce)
Pour les articles homonymes, voir Route nationale 4.
La route nationale 4 (en grec moderne : Εθνική Οδός 4, en abrégé EO4) est une route nationale du nord de la Grèce,.

## Description
La route EO4 est la route de liaison entre la route EO1 à Alexándria à l'est et la route EO3 à Kozáni à l'ouest.
Elle traverse Véria, Kastanéa et Polýmylos (en).
L'autoroute A2 (Egnatia Odos), qui fait partie de la route européenne 90, est parallèle à la route EO4 sur toute sa longueur.

## Tracé
| Route  | Agglomérations lieux | Carte interactive |
| ------ | -------------------- | ----------------- |
| 0 km   | Kozáni               |                   |
| 12 km  | Néa Charavgí (en)    |                   |
| 35 km  | Polýmylos (en)       |                   |
| 59 km  | Véria                |                   |
|        | Kastanéa             |                   |
| 103 km | Chalkidóna           |                   |